# Maragondanahalli, Devanhalli
Maragondanahalli là một làng thuộc tehsil Devanhalli, huyện Bangalore Rural, bang Karnataka, Ấn Độ.